# Fozgen
Fozgen je visoko reaktivan acil-halogenid koji postoji kao bezbojna tekućina na standardnoj temperaturi i tlaku. Njegova temperatura isparavanja je 8,2 °C. Pri sobnoj temperaturi je u plinovitom stanju. Najčešće je skladišten pod tlakom kao tekućina koja brzo isparava u plin prilikom oslobođenja. Fozgen kao plin je teži od zraka. Ne postoje nikakvi znakovi upozorenja koji bi spriječili štetno izlaganje, jedino ima karakterističan miris poput svježe pokošenog sijena. Trovanje je ovisno o nekoliko varijabli uključujući koncentraciju, trajanje i put izloženosti. Smrtonosna koncentracija za 50 % ljudi je približno 300 ppm/min.
Kod ozbiljnog trovanja fozgenom postoje tri faze kojima se očituje trovanje:
1. U prvoj fazi unesrećeni osjeća iritaciju grla, kašalj, bol u prsima, mučninu i otežano disanje (ako izloženost u ovoj fazi prestane, sve poteškoće nestaju bez posljedica, ali kod viših koncentracija trovanje može nastati bez pojave simptoma).
2. U drugoj fazi unesrećeni se obično dobro osjeća. Ova, latentna, faza može potrajati od 1 do 24h, ovisno o koncentraciji kojoj je bio izložen.
3. U trećoj fazi dolazi do naglog pogoršanja stanja uz teško disanje i jako kašljanje. To se događa zbog nakupljanja tekućine u plućima što može uzrokovati smrt gušenjem. U slučaju oporavka, žrtva može imati trajne posljedice u obliku oštećenja mozga zbog nedostatka kisika.

## Primjena
- Bojni otrov
- U kemijskoj industriji za proizvodnju boja, pesticida, i metana

## Povijest
Fozgen je prvi put u laboratoriju sintetizirao kemičar John Davy 1812. godine izloživši mješavinu ugljičnog monoksida i klora sunčevu svjetlu. Plinu je dao ime fozgen upravo zato što se kemijska reakcija odvila posredstvom svjetla, spajajući grčke riječi, phos =svjetlo and gene= rođen.  Postupno je fozgen postao važan u kemijskoj industriji kako je 19. stoljeće napredovalo, poglavito u proizvodnji boja.

### Kemijsko ratovanje
Klor je bio prvi bojni otrov korišten u 1. svjetskom ratu. Njegova zelena boja ga je učinila vidljivim, te su se vojnici u rovovima mogli pripremiti kada bi vidjeli oblak plina. Stoga su Francuzi 1915. počeli koristiti fozgen, jer je bezbojan, a ima blagi miris sijena. Iako je fozgen opasniji od klora, djeluje nešto sporije, pa bi još neko razdoblje žrtve bile u stanju pružati otpor.
Carska japanska vojska je ponekad koristila i fozgen, između ostalih bojnih otrova, u drugom kinesko-japanskom ratu.